# Митилини (пролив)
Митили́ни, также Митили́нский проли́в (греч. Στενό της Μυτιλήνης, тур. Midilli Boğazı) — пролив Эгейского моря между греческим островом Лесбос и западным побережьем Турции (полуострова Малая Азия).
На берегу пролива расположен главный город и порт Лесбоса Митилини. В византийский период название Митилина часто употребляли по отношению ко всему острову. Паромное сообщение через пролив связывает Митилини с Айвалыком и Дикили.
Пролив ведёт из залива Чандарлы на юго-востоке в залив Эдремит мимо бухты Дикили.
У южного входа в пролив, напротив мыса Агрилья находятся острова Бастон (Аргинусские острова). Между мысами Махера и Маврос-Лофос — остров Памфилон, у Айвалыка — острова Моско (Чиплакада, Гюнеш и другие).